# Markus Röist
Markus Röist (Zurigo, 7 agosto 1454 – Roma, 15 giugno 1524) è stato un ufficiale svizzero, comandante della Guardia Svizzera.

## Biografia
Già membro delle guardie svizzere giunte a Roma nel 1506 con Kaspar von Silenen, Markus Röist si era distinto come soldato largamente rispettato dai suoi commilitoni nel 1515 quando aveva preso parte alla Battaglia di Marignano e la sua fama lo accompagnò anche quando dovette prendere le redini del comando della guardia svizzera pontificia dopo la morte del von Silenen a Rimini nel 1517. Egli venne prescelto da Leone X quale comandante nel 1518, pur sapendo di avere una larga carriera politica già avviata in Svizzera.
Egli divenne famoso dal momento che negli anni 1520-1523 svolse anche l'incarico di borgomastro di Zurigo, avvicinandosi pericolosamente alla figura di Zwingli, il che lo rese inviso a molti ambienti cattolici conservatori nel bel mezzo dell'epoca della riforma protestante e della controriforma. Con l'intento di discutere personalmente col filosofo protestante, si impegnò con Oswald Myconius per far sì che Zwingli si recasse a Zurigo lasciando Einsiedeln dove abitualmente risiedeva e organizzò con lui un incontro a cui presero parte circa quattrocento ecclesiastici inviati da Roma.
Lasciato l'incarico di borgomastro nel 1523 tornò a prendere a tempo pieno il comando della guardia svizzera pontificia, ma morì l'anno successivo e gli successe il figlio Kaspar Röist.